# Porte du Pont (Cordoue)
La porte du pont est une porte de style Renaissance située dans la ville de Cordoue en Espagne.

## Histoire
Elle est située sur le site d'anciennes portes romaine et maure, qui reliaient la ville au vieux pont sur le Guadalquivir.
La construction d'une nouvelle porte, plus large et plus moderne a été décidée par le gouverneur de la ville Alonso Gonzalez de Arteagale, le 15 février 1572. L'architecte en fut Hernán Ruiz III.
La structure possède un passage central, entouré par deux colonnes doriques de chaque côté et surmonté par un entablement de style classique.

### Sources
- (en) Cet article est partiellement ou en totalité issu de l’article de Wikipédia en anglais intitulé « Puerta del Puente » (voir la liste des auteurs).